# Josip Blažević
Fra Josip Blažević (Šiškovci, Vinkovci, 16. ožujka 1969.), hrvatski teolog, provincijal Hrvatske Provincije svetoga Jeronima franjevaca konventualaca, te je po službi prvi odgojitelj u toj provinciji. Vrsni je poznavatelj istočnjačke duhovnosti i novih religioznih pokreta.

## Životopis
Rođen u Šiškovcima. Odrastao u obitelji praktičnih katolika rodom iz Bosanske Posavine. Ministrirao od najranijih svojih dana. Kao dijete bio je jako inspiriran sv. Leopoldom Bogdanom Mandićem.
Poslije završene srednje škole i odsluženja vojnog roka 1988./89. godine stupio je u red franjevaca konventualaca.
Nakon godine dana postulature i godine novicijata na Cresu, ondje je položio prve redovničke zavjete 25. kolovoza 1991. godine. Svečane redovničke zavjete položio je u Zagrebu 4. listopada 1994. godine.
Studirao na Katoličkom bogoslovnom fakultetu Sveučilišta u Zagrebu.
Diplomirao 1995. Godine. Godine 1996. zaredio se za svećenika.U bogoslovskim danima radio i s ministrantima.
Bilo je to 29. lipnja, a zaredio ga je zagrebački nadbiskup i metropolit kardinal Franjo Kuharić. Od 1996. do 2000. godine Blažević je bio župni vikar u župi sv. Antuna Padovanskoga u Zagrebu.
U Zagrebu je četiri godine radio u OŠ Mihovila Pavleka Miškine s djecom, s Framom. Tad je pokrenuo kazališnu skupinu »Sv. Antun« koja se istaknula brojnim amaterskim predstavama. 
Potom je 2000.  otišao u Rim gdje je bio na poslijediplomskom studiju na papinskom sveučilištu Gregoriani. 2002. je godine postigao licenciju iz fundamentalne teologije temom Vjera kao terapija. Sučeljenje kršćanskoga gledišta i nauka Sri Sathya Sai Baba. Pastoralne potrebe u matičnoj mu provinciji rezultiraju premještajem 2003. u Vinkovce, na mjesto župnog vikara u župi Bezgrješnoga Srca Marijina. Od 2006. obnašao dužnost magistra klerika u Hrvatskoj Provinciji svetoga Jeronima franjevaca konventualaca odnosno odgojitelja bogoslova u Zagrebu i definitora provincije. U to je vrijeme bio i kateheta i duhovnik na Nadbiskupskoj klasičnoj gimnaziji na Šalati. U Rimu je na Gregoriani magistrirao te potom doktorirao 2009. godine. Dobio je za doktorat najvišu ocjenu (summa cum laude), za temu ''Iskustvo ljudskoga tijela u međukulturalnome kontekstu. Kritičko sučeljavanje teorija o „energijskim centrima" (čakrama) i filozofsko-teoloških spoznaja Maxa Schelera i Karola Wojtyle. 2010. godine izabran je za vikara Provincije. Godine 2014. prestao obnašati službu magistra klerika u Hrvatskoj Provinciji svetoga Jeronima franjevaca konventualaca. Iste je godine na provincijskom kapitulu izabran je za provincijalnog ministra, nakon treće sjednice redovitog provincijskog kapitula 12. ožujka 2014.
Prvi je duhovni asistent zagrebačke podružnice HKLD-a. Ravnatelj je Centra za međureligijski dijalog „Hrvatski areopag". Član je Vijeća Hrvatske biskupske konferencije za nauk vjere, član je Etičkoga povjerenstva Psihijatrijske bolnice Vrapče i dr.
Organizirao simpozije, seminare, studijska putovanja i dr. 
Glavni urednik "Veritasa – Glasnika sv. Antuna Padovanskoga". Osnivač Festivala kršćanskoga kazališta.

## Djela
Napisao je djela:
- Proroci Novoga doba[1]
- Sai Baba i/li Isus Krist[1]
- Joga i kršćanstvo[1]
- Sve što katolik treba znati o reikiju[1]
- Halloween – poganstvo staro i novo[1]
- New age i kršćanstvo, enciklopedijski priručnik[1]

Urednik više zbornika radova.

## Vanjske poveznice
- Verbum  Arhivirana inačica izvorne stranice od 30. srpnja 2016. (Wayback Machine) Josip Blažević
- Enciklopedijski priručnik New age i kršćanstvo  Arhivirana inačica izvorne stranice od 9. kolovoza 2016. (Wayback Machine), stranice Verbum na Issuu.com